# Heterorhabdus spinifrons
Heterorhabdus spinifrons är en kräftdjursart som först beskrevs av Claus 1863.  Heterorhabdus spinifrons ingår i släktet Heterorhabdus och familjen Heterorhabdidae. Inga underarter finns listade i Catalogue of Life.